# Bresewitz (Pruchten)
Bresewitz ist der nördliche Ortsteil der Gemeinde Pruchten im Westen des Landkreises Vorpommern-Rügen. Diese erstreckt sich überwiegend wie eine Landzunge in Richtung der 45 km langen Halbinsel Fischland-Darß-Zingst. 1974 wurde Bresewitz, das erstmals 1302 erwähnt wurde und auf slawische Wurzeln zurückgeht, nach Pruchten eingemeindet. Seit dem 1. Januar 2005 ist diese Gemeinde Teil des Amtes Barth im Bundesland Mecklenburg-Vorpommern.

## Geografie und Verkehr

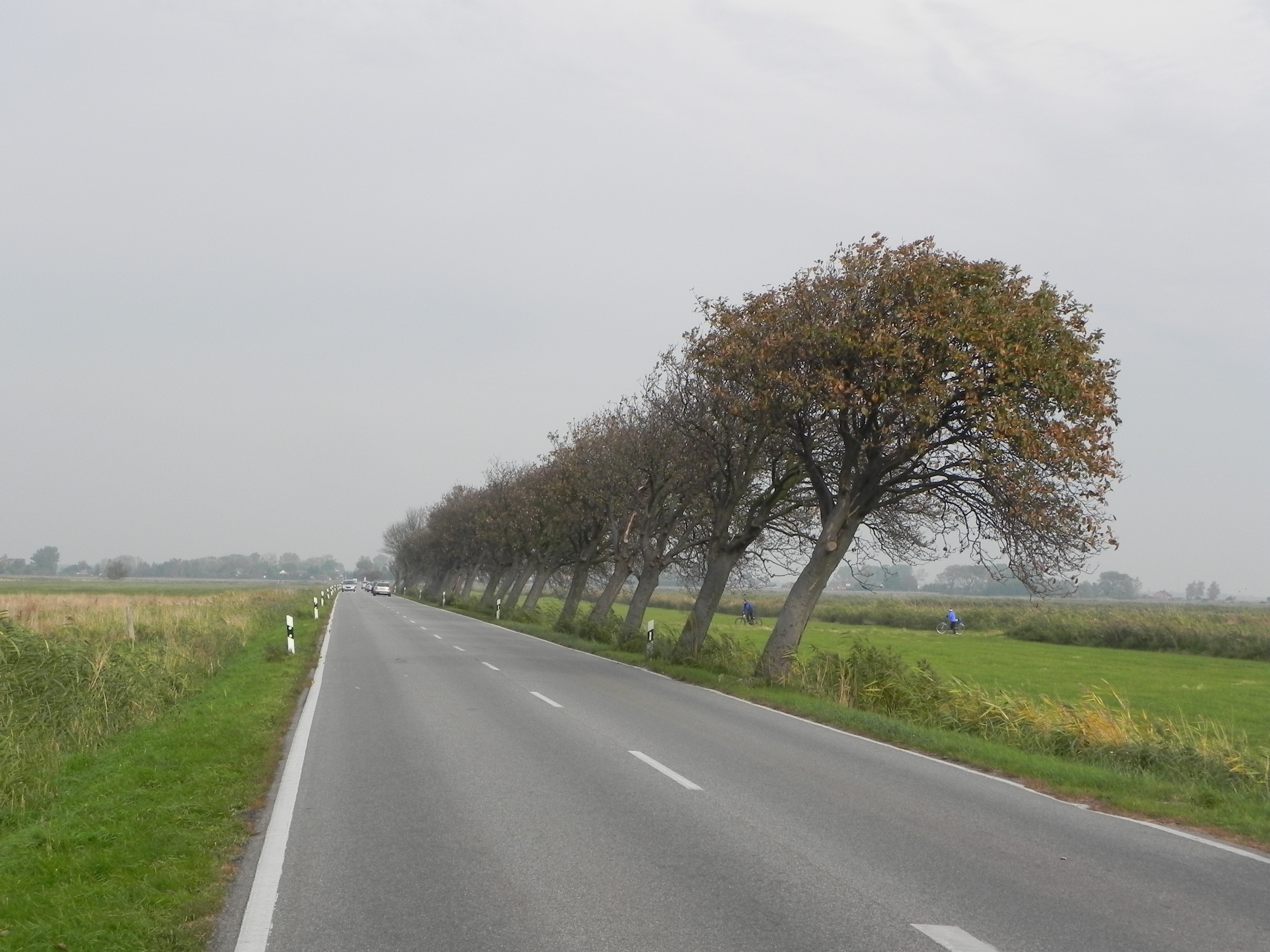
Landstraße Pruchten-Bresewitz kurz vor Bresewitz

Bresewitz liegt etwa 4 km nordwestlich von Barth im nördlichsten Zipfel des gleichnamigen Amtes, zugleich in Sichtweite von Zingst. Der Ort liegt unmittelbar am Übergang vom Festland Richtung Zingst; ein Teil gehört zum Nationalpark Vorpommersche Boddenlandschaft. Durch Bresewitz führt nord-südwärts die Landstraße 21 von Zingst nach Barth; die Strecke von Bresewitz nach Barth ist knapp 8 km lang. Im Nordteil überquert die 470 m lange Meiningenbrücke den Meiningenstrom zur besagten Halbinsel. Die Buslinie 210 verbindet Zingst mit Barth; die Busse halten an der Haltestelle Bresewith Ort.

## Flora und Fauna
Kraniche und Seeadler rasten und leben an den Gewässern des Boddens. Am östlichen Ortsausgang führt die Dorfstraße „Zur Oie“ auf die offene Wiesen- und Moorlandschaft; höchster Hügel ist der Kreigenbarg (3,3 m). Die Kraniche verlassen morgens ihr Nachtquartier, die Inseln Kirr im Norden und Barther Oie im Osten, und fliegen Richtung südlicher Boddenküste. Kurz vor Sonnenuntergang kehren sie über Bresewitz zu ihren Schlafplätzen im flachen Bodden zurück. Zahlreiche Küstenvögel nisten dort. Auch Robben sind dort gelegentlich anzutreffen. Südlich von Bresewitz befindet sich zum Schutz der Otter eine ausgeschilderte Übergangsstelle über die Verbindungsstraße nach Pruchten.

## Geschichte
Bresewitz („Bresechevis“) wurde erstmals 1302 urkundlich erwähnt, zu dieser Zeit lebten dort Slawen. Der Ortsname könnte entweder auf das slawische Wort brêza zurückgehen (also: Birkenort), oder auf einen Siedlungsgründer mit diesem Namen – zumindest wurde dies für Bresewitz (Friedland) überlegt. Fürst Wizlaw II. von Rügen nennt in der besagten Urkunde vom 27. Dezember 1302, sein „testamentum“, wie er selbst schreibt, noch letzte Slawen, die dort zumindest noch nach deren überkommenen Rechten lebten – inzwischen eine Ausnahme. Sie sollten jedenfalls bei ihren zu Lebzeiten des Fürsten besessenen Rechten belassen werden. Ausdrücklich nennt das Testament „slavi mei in Michelstorp, Bresechevis ac in vico apud Bard“. Unter dem 25. Mai 1388 wird der Ort in einem Regest einer Urkunde des Klosters Hiddensee als „Bresekevitze“ genannt.
Wie große Teile Mitteleuropas, so litt auch Bresewitz unter den Folgen des Dreißigjährigen Krieges, der erst mit dem Westfälischen Frieden von 1648 endete. Vorpommern, und somit auch Bresewitz (Preschewitz), kam an Schwedisch-Pommern. 1806 wurden die „deutschen Staaten Schwedens“ dem Amt Franzburg zugeordnet. Dort residierte ein königlicher Amtshauptmann. Vor 240 Jahren, so vermerkte Unsere Heimat im Jahr 1936, also vor 1700, schenkte der „Freischulz Hans Prahm“ in Bresewitz Barther Bier aus.
Erst mehr als eineinhalb Jahrhunderte später kam nach der Niederlage Napoleons und der Neuordnung der Herrschaftsverhältnisse auf dem Wiener Kongress 1815 auch der kleine Ort zur preußischen Provinz Pommern – am 22. Oktober fand in Stralsund die feierliche Übergabe statt, am 28. Januar 1816 fand auch in Barth eine entsprechende Feierlichkeit statt. Aus dem Amt wurde der Kreis Franzburg. Bis Mitte des 19. Jahrhunderts führte der Barther Landweg über den Borgwall zur Barthe, eine Fähre führte nach Pruchten, von wo man über die „Kauhdrift“ nach Bresewitz gelangte. Das verheerende Ostseesturmhochwasser 1872 traf auch das schwer zu erreichende Bresewitz. Dort bestand spätestens 1850 eine Schule, als dortiger Lehrer wird ein J. F. Witt genannt, der auch schon 1821 vermerkt wurde.
Erst 1890 entstand eine feste Verbindungsstraße, 1892 wurde diese Straße von Pruchten nach Bresewitz gepflastert. Dennoch konnte man weiterhin per Boot nach Bresewitz fahren.

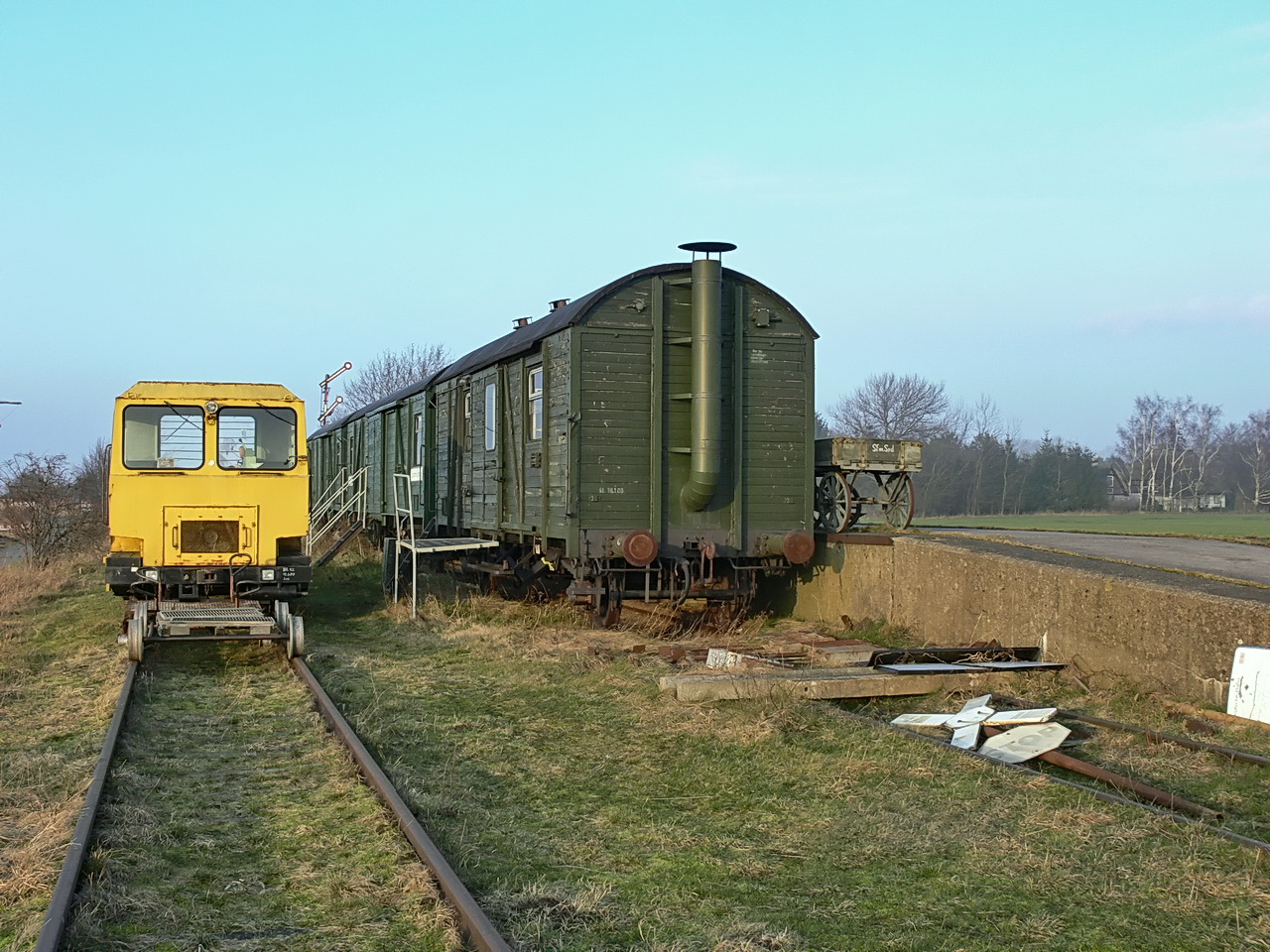
Darßbahn in Breswwitz

Mit dem beginnenden Tourismus veränderten sich die wirtschaftlichen Verhältnisse erheblich. So wurde 1908 eine neue Schule eingeweiht, 1908 bis 1910 entstand die Meiningenbrücke, eine Gelegenheit für geologische Untersuchungen, 1910 wurde die Bahnlinie von Barth nach Prerow mit Bahnhöfen in Pruchten und Bresewitz eröffnet. Vorher bestand nur eine Fährverbindung von Bresewitz zum Zingst (Timmenort) über das flache Gewässer Fitt, sowie eine Bahnverbindung Richtung Barth – doch 1901 klagte man, dass man von Berlin kommend allein vier Mal umsteigen müsse, davon einmal in Bresewitz.
Während des Ersten Weltkriegs wurden Mitte Mai 1916 einige entflohene russische Kriegsgefangene an der Brücke zu Bresewitz festgesetzt und von dort nach Stralsund verbracht. Am 29. Mai wurde Fritz Hermann, Besitzer eines Bauernhofes, zum Gemeindevorsteher gewählt.
Im Osten von Bresewitz, an der Oie, ließ um die Mitte der 1930er Jahre der Viehwärter des Gutes Karnin, der auf der seinerzeitigen Insel mitsamt seiner Familie wohnte, Nutztiere weiden. Im Mai kamen die Jungtiere des Gutes über die Flächen des Bresewitzer Bauernhofes von Walter Simon auf die Insel, um bis zum Herbst zu bleiben. Die Bauern durften das Fleisch der geschlachteten Tiere allerdings nicht in Barth auf dem Marktplatz anbieten – die Barther fürchteten die bäuerliche Konkurrenz –, sondern nur auf dem Wendemarkt am Ende der Klosterstraße.
Erst 1929 entstand in Barth eine Ortsgruppe der NSDAP, doch erzielte die Partei bald höhere Ergebnisse als im Durchschnitt des Reichsgebiets. Zum Ortsgruppenbereich gehörte auch Bresewitz. 1933 hatte der Ort 253 Einwohner, 1939 waren es 241. Nach Kriegsende wuchs die Einwohnerzahl 1946 auf 480 an.
Die Gemeinde Bresewitz war bis 1952 Teil des Landkreises Franzburg-Barth und gehörte nach der Eingemeindung von Bresewitz nach Pruchten bis 1994 zum Kreis Ribnitz-Damgarten im Bezirk Rostock. Ab 1994 gehörte Pruchten samt Bresewitz zum Landkreis Nordvorpommern, seit 2011 zum Landkreis Vorpommern-Rügen im Land Mecklenburg-Vorpommern.

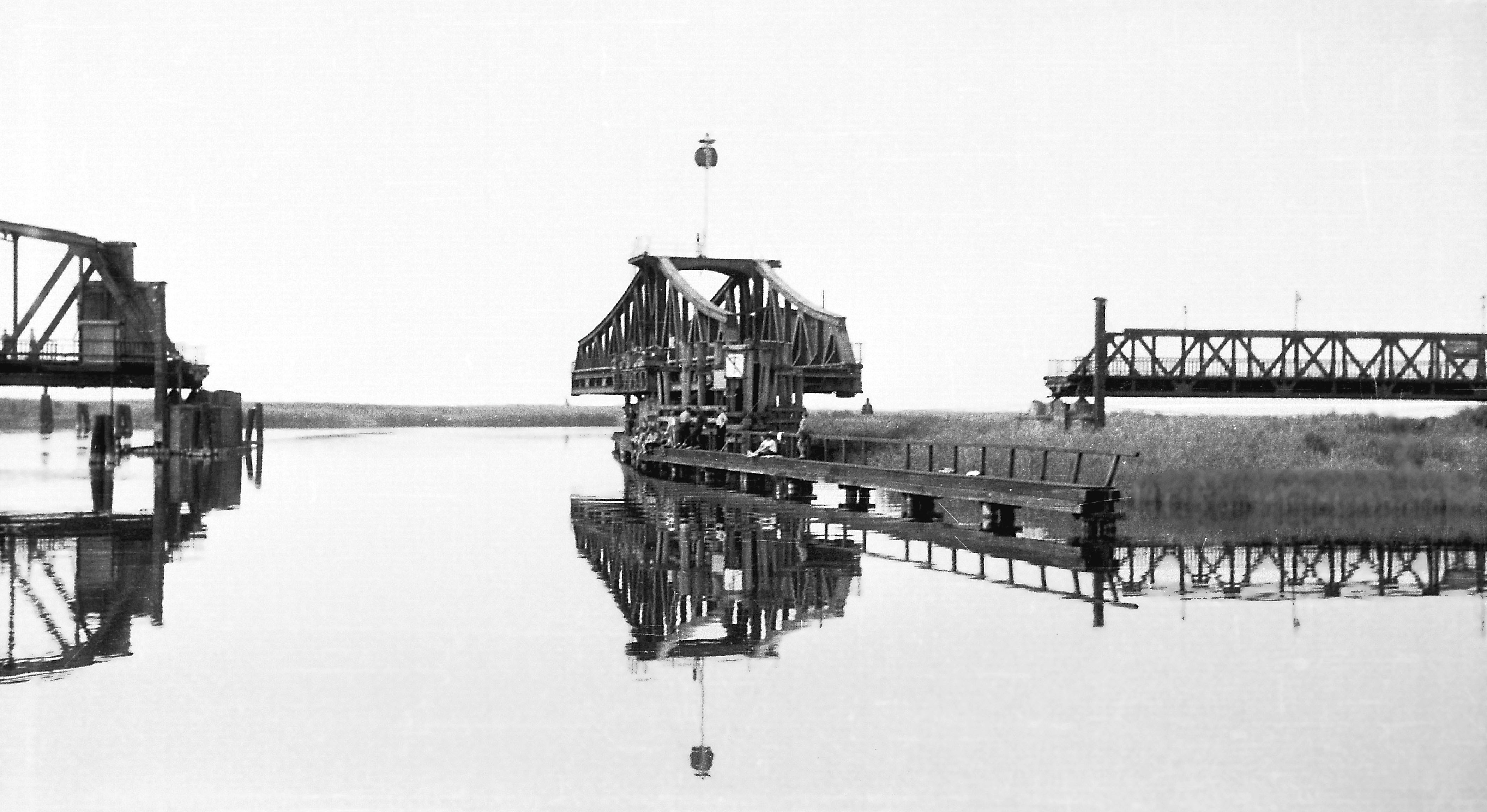
Die Meiningenbrücke nach Zingst, eine Drehbrücke, 1966 fotografiert

Bis zum Zweiten Weltkrieg führte durch den Ort die Darßbahn nach Zingst und Prerow. Diese wurde nach dem Krieg abgebaut. Die Gleise bis Bresewitz wurden jedoch in den 1960er Jahren wieder verlegt und bis 1990 als Verschiebebahnhof der Nationalen Volksarmee genutzt.
2020 wurde der Drehteil der Meiningenbrücke, der sich nicht mehr reparieren ließ, im geöffneten Zustand dauerhaft gesichert. Am 27. Mai 2024 wurde in Bresewitz der geplante Neubau der Brücke vorgestellt, die bis 2031 fertiggestellt werden soll.

## Belege
1. ↑  Paul Kühnel: Die slavischen Ortsnamen in Meklenburg, in: Jahrbücher des Vereins für Meklenburgische Geschichte und Alterthumskunde 46 (1881) 3–168, hier: S. 29.
2. ↑  Isabel Röskau-Rydel, Hartmut Boockmann: Deutsche Geschichte im Osten Europas, Siedler, 1999, S. 62.
3. ↑  Pommersches Urkundenbuch, Bd. 4. Abt. 1, 1301–1306, n. 2057, 27. Dezember 1302, S. 68–70, hier: S. 68 (Digitalisat).
4. ↑  Regesten zu den Urkunden der pommerschen Kirchen und Klöster - Regesty dokumentów kościołów i klasztorów pomorskich, Archiwum Państwowe w Szczecinie  (Digitalisat).
5. ↑  Unsere Heimat, Heimatbeilage zum Barther Tageblatt, 1936 (Digitalisat).
6. ↑  Gerd und Erika Garber: Barth. Eine Stadt am Bodden, Sutton, Erfurt 2001, S. 4.
7. ↑  Provinzial-Kalender für Neu-Vorpommern und das Fürstenthum Rügen, Stralsund 1850 (Digitalisat).
8. ↑  Provinzial-Kalender für Neu-Vorpommern und das Fürstenthum Rügen, Stralsund 1821 (Digitalisat).
9. ↑  Gerd und Erika Garber: Barth. Eine Stadt am Bodden, Sutton, Erfurt 2001, S. 12.
10. ↑  „Anläßlich des Eisenbahnbrückenbaues über den Bodden und den Groteu Ry nördlich und südlich von Bresewitz wurde eine Reihe von Bohrungen niedergebracht, die den Geschiebemergel zwischen 12,5 m und 17,5 m erreichten. Unter den wenig mächtigen Alluvialbildungen treten in diesen Bohrprofilen sehr feine Sande wechsellagernd mit Mergelsanden und feinsandigen Tonmergeln auf, in einer Bohrung auch Sand mit kiesigen Beimengungen.“ (Theodor Otto: Die Entwicklungsgeschichte des Darss und Zingst, in: XIII. Jahresbericht der Geographischen Gesellschaft zu Greifswald, 1911/12, S. 278). Auch wurden Lagen von Moorerde nachgewiesen (S. 317) (Digitalisat).
11. ↑  Stralsunder Tageblatt, 18. Oktober 1901, Beilage (Digitalisat).
12. ↑  Stralsunder Tageblatt, 14. Mai 1916 (Digitalisat).
13. ↑  Stralsunder Tageblatt, 31. Mai 1916 (Digitalisat).
14. ↑  Gerd und Erika Garber: Barth. Eine Stadt am Bodden, Sutton, Erfurt 2001, S. 60.
15. ↑  Franz Wegener: Barth im Nationalsozialismus (=Geschichte der Stadt Barth, 4), Kulturförderverein Ruhrgebiet, Gladbeck 2016, S. 49 und 71.
16. ↑  Bresewitz, Verein für Computergenealogie.
17. ↑  Ostsee-Zeitung, Ribnitz-Damgarten, 29. Mai 2024